# Ärlösen
Ärlösen är en sjö i Norrköpings kommun i Östergötland och ingår i Kilaån-Motala ströms kustområde.